# Arthur Jetzlaff
Arthur Paul Jetzlaff (* 1. März 1899 in Berlin; † 1941) war ein deutscher Polizeibeamter und SS-Führer.

## Leben
Nach dem Schulbesuch und der Teilnahme am Ersten Weltkrieg studierte Jetzlaff Rechtswissenschaften und Nationalökonomie. 1923 promovierte er zum Dr. jur. Anschließend verdiente er seinen Lebensunterhalt im Handel und in der Elektrizitätsindustrie.
1928 trat Jetzlaff als Kriminalkommissaranwärter in den Polizeidienst ein. Nach dem Ende seiner Ausbildung zum Kriminalkommissar, die er Ende 1931 mit der Prüfung abschloss, wurde er zum Polizeipräsidium Berlin versetzt.
Nach der Gründung der Geheimen Staatspolizei wurde Jetzlaff, der zum 1. Mai 1933 der NSDAP beitrat (Mitgliedsnummer 2.329.088), zunächst zum Außendienstleiter der Staatspolizeistelle Königsberg ernannt und im Herbst 1933 in die Hauptabteilung 3 (Nachrichtendienst) des Geheimen Staatspolizeiamtes in Berlin versetzt. Dort wurde er mit der Erledigung von Sonderaufträgen betraut und zur Entgegennahme „streng vertraulicher Nachrichten“ nach Paris und in die Niederlande entsandt.
Nach der Übernahme des Geheimen Staatspolizeiamtes durch die SS am 20. April 1934 wurde Jetzlaff vorläufig in die Provinz versetzt, war dann von 1935 bis 1939 wieder beim Polizeipräsidium Berlin tätig, wo er 1939 zum Kriminalrat befördert wurde. In der SS war er seit dem 1. April 1934 förderndes und seit 1938 reguläres Mitglied (SS-Nr. 290.747).
1939 wurde Jetzlaff Leiter der SD-Dienststelle in Berlin, bevor er kurzzeitig nach Wien versetzt wurde, um im September 1939 den Aufbau und die Leitung der Kripoleitstelle in Krakau übertragen zu bekommen. November 1941 wurde er unter dem Vorwurf der Amtsunterschlagung, Hehlerei, „Rassenschande“ und staatsfeindlicher Tätigkeit vom SS- und Polizeigericht Berlin III zum Tode verurteilt und aus der Partei ausgeschlossen. Aus den vorliegenden Quellen ist nicht ersichtlich, ob das Todesurteil auch vollstreckt wurde.

## Beförderungen
- 9. November 1938: SS-Untersturmführer
- 1939: SS-Hauptsturmführer